# Памятник Архипу Осипову
Памятник Архипу Осипову — несохранившийся памятник во Владикавказе рядовому Тенгинского полка, герою обороны Черноморской береговой линии Архипу Осипову и штабс-капитану Черноморского линейного № 5 батальона, герою Кавказской войны Николаю Лико. Несмотря на то, что памятник посвящён двум героям, в источниках упоминается в основном как Памятник Архипу Осипову.

## История
Архип Осипов с 1821 года служил в Крымском 73-м пехотном полку, затем — с 1834 года в составе Тенгинского 77-го пехотного полка. Николай Лико в 1840 году был назначен командиром Михайловского укрепления Черноморской береговой линии в устье реки Вулан (сегодня — село Архипо-Осиповка). Герои погибли 22 марта 1840 года во время обороны Михайловского укрепления. Пожертвовали собой, взорвав пороховой погреб в Михайловском укреплении, когда противник заняв крепостные валы, пытался завладеть погребом.
Инициатором создания памятника стал генерал В. А. Гейман, который 29 июня 1873 года во время празднования полкового праздника 77-го пехотного Тенгинского полка провозгласил тост за вечную память рядового Архипа Осипова и предложил подписку на сооружение памятника.
Первоначальный проект памятника был представлен скульптором Феликсом Игнатьевичем Ходоровичем. Архип Осипов изображался с пылающим факелом в правой руке, левой рукой поддерживающим раненного капитана Николая Лико. На четырёх барельефах, размещённых на пьедестале, изображались сцены из жизни Архипа Осипова: отец благословляет его на воинскую службу, Архип Осипов вызывается взорвать погреб, штурм Михайловского укрепления горцами и момент перед взрывом. Предполагалось памятник воздвигнуть на постаменте из серого гранита, бронзовые фигуры отлить из орудий, хранящихся в Тифлисском арсенале. Рисунок этого памятника сделал художник Брожа. На основе этого рисунка академик Лаврентий Серяков сделал гравировку, которая была напечатана во многих иллюстрированных изданиях. 8 ноября 1874 года этот проект был утверждён императором Александром II. Предварительная стоимость этого проекта составляла 75 тысяч рублей. По подписке среди военнослужащих Тенгиского полка было собрано всего 9292 рублей, в связи с чем было решено воздвигнуть более скромный памятник.
Мраморный памятник в виде обелиска с восседающим на нём орлом был изготовлен по проекту военного инженера, генерал-лейтенанта В. А. Лишева. Детали памятника изготавливались в Санкт-Петербурге и Одессе. Стоимость памятника составила 10730 рублей.
Торжественное открытие памятника состоялось 22 октября 1881 года. Был установлен около главного входа в штаб 21-й пехотной дивизии на Московской улице (современное местоположение — улица Кирова, д. 37 напротив Горского аграрного университета) с перспективой на Александровский проспект и Нестеровский бульвар.
На постаменте из красного гранита находилась серо-синяя мраморная тумба шириною около 1,4 метра и высотой около одного метра. На тумбе была укреплена мраморная усеченная четырёхугольная пирамида того же цвета с бронзовым позолоченным орлом с распахнутыми крыльями, держащим в клюве лавровый венец. На боковых панелях были установлены таблички с надписями: «Штабс-капитану Лико и рядовому Архипу Осипову» и «Погибшим во славу русского оружия в Михайловском укреплении 22 марта 1840 года». На тыльной части памятника на медной доске располагался текст приказа военного министра № 79 от 8 ноября 1840 года о награждении героев. На стороне памятника, обращённой к Александровскому проспекту, находилась ниша с образом святого Николая, покровителя Тенгинского полка, в золотом окладе с надписью над нишей: «Сооружён в царствование императора Александра III в 1881 году».
Памятник разрушен в 1930-е годы в период советского иконоборчества. В 1950 году на месте памятника Архипу Осипову был установлен современный бюст дважды Герою Советского Союза Исса Александровичу Плиеву. В 1970-е годы здание штаба пехотной дивизии было снесено и на его месте был построен современный Горский аграрный университет..
Части разрушенного памятника использовались для строительства лестницы в Центральном парке культуры и отдыха. В 1980-е годы коллекционер Б. В. Фитье, который работал в Историческом музее Владикавказа, передал некоторые сохранившиеся части памятника музею.
В 2014 году некоторые общественные деятели Владикавказа предложили восстановить памятник, однако городские власти сочли эту инициативу как попытку внести раскол среди кавказских народов и отказались восстанавливать памятник.

## Галерея

Первоначальный проект памятника Архипу Осипову
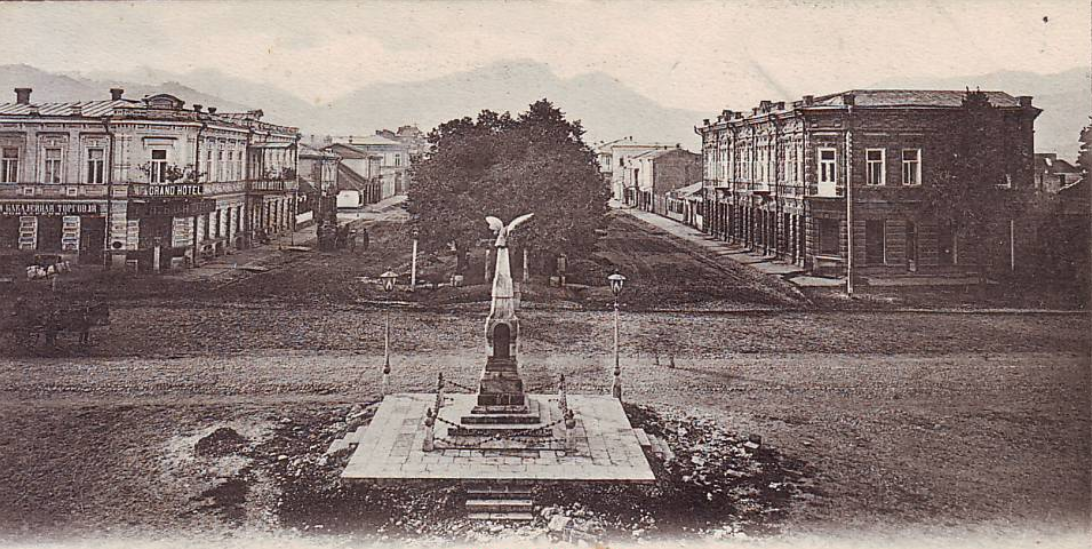
Памятник с перспективой на Александровский проспект, Нестеровский бульвар и видом Столовой горы